# TV Baden (Sportverein)
Der TV Baden ist ein Sportverein im Achimer Stadtteil Baden, Landkreis Verden, der 1910 gegründet wurde. Die Volleyball-Männermannschaft spielte bis 2022 in der 2. Volleyball-Bundesliga und jetzt in der Regionalliga Nordwest. Die Handball-Abteilung spielt in einer Spielgemeinschaft mit dem TSV Achim in der SG Achim/Baden.

## Abteilungen

### Volleyball
Die Männermannschaft konnte zur Saison 2016/17 aus der Regionalliga in die dritte Liga aufsteigen. Dort wurde die Mannschaft in die West-Staffel eingeteilt. In dieser Saison konnte gleich schon der dritte Tabellenplatz erreicht werden. In der nächsten Saison stand man am Ende wieder auf dem dritten Platz. Trotzdem reichte dieser Platz für den Aufstieg in die 2. Volleyball-Bundesliga. Hier spielte man seit der Saison 2018/19 in der Staffel Nord. In der ersten Saison in dieser Liga wurde mit dem 10. Platz der Klassenerhalt erreicht. Am 29. Oktober 2019, trennte der Verein sich vom bisherigen Trainer Fabio Bartolone, als Nachfolger wurde der ehemalige Trainer der zweiten Mannschaft Werner Kernebeck vorgestellt. Die zweite Mannschaft spielt derzeit in der Oberliga 1 des Nordwestdeutschen Volleyball-Verbands. Außerdem gibt es noch vier weitere Männer-, zwei Frauen- und zahlreiche Jugendmannschaften.

### Handball
Die Handball-Abteilung besteht seit dem Juni 1992 in Kooperation mit dem TSV Achim in der Spielgemeinschaft Achim/Baden.

### Prellball
Die erste Frauenmannschaft spielt seit der Saison 2014/15 bis heute in der Prellball-Bundesliga-Nord.